# Тобыкты
Тобыкты́ (каз. тобықты) — казахский род в составе племени аргынов Среднего жуза.

## Подразделения
- Мусабай

Кулык,Есим,Абыл,Айгана,Алмаганбет,Есболат,Текебай,Жузбенбет,Назар,Нурке,Бирке,Ожар,Орыс,Каржау,Садыр,Мотыш,Карамырза,Сарымырза,Баян,Байток(Байтен),Байкотан(Котен),Сарыкут,Каражан,Тосбай-Толек,Сагындык,Шахар,Тасболат,Байгазы,Кокенай,Мамай,Мырза,Баян,Боген,Манай,Ырысбай,Толе,Кожан,Кабас,Байгара,Кулгара,Атыгай,Сак,Тогалак,Сакулы,Анет,Ыргызбай,Торгай,Топай,Котибак,Букенчи,Борсак,Жигитек,Калкаман,Байбури(Бакен),Бекбембет,Жапал,Каргалы,Сиргели,Естек,Табын
- Жуантаяк
- Кокше
- Дадан

## Происхождение
Согласно шежире, тобыкты входят в состав аргынов, но в роду доминируют другие гаплогруппы.

## Волости
Род Тобыкты до 1824 был одной волостью. В 1835 году род разделился на Кучук-тобыктинскую и Мамбетай-тобыктинскую волости. Позже из Кучук-тобыктинской волости отделилась Конур-кокшинская волость. Подрод дадан-тобыкты откочевал от основной группы и переселился в северо-восточное побережье Балхашского озера.

## ДНК
В отличие от других родов аргынов среди тобыкты, как и у таракты, не доминирует гаплогруппа G1a. Для них характерны гаплогруппы J1. Субгаплогруппа J1-M267(xP58) характерна для народов Восточного Кавказа (пик у кубачинцев Дагестана 99%)

## Шежире
Самую полную родословную рода Тобыкты привел Шакарим Кудайбердиев в своей "Родословной тюрков, казахов, киргизов". Согласно ей, Тобыкты и Канжыгалы — родные сыновья Кенжесофы, сына Караходжи от младшей жены Момын. У Тобыкты два сына — Ерсетек и Даулетек. От Ерсетека — Мусабай, Кокше, Дадан. Даулетека в народе прозвали Жуантаяком из-за того, что как-то на большом тое ему случилось сторожить казаны с толстой палкой (по казахски — таяқ) в руке. От Мусабая, Кокше, Дадана и Жуантаяка и ведут свое происхождение современные тобыктинцы.

## Известные представители
1. Анет Баба
2. Мамай батыр
3. Кенгирбай Жандосулы
4. Кунанбай Ускенбаев
5. Абай Кунанбаев
6. Шакарим Кудайбердиев
7. Адильбеков, Галий Адильбекович
8. Акылбай Кунанбаев
9. Магауия Кунанбаев
10. Турагул Кунанбаев
11. Какитай Кунанбаев
12. Акбала Жангабылов
13. Чайжунусов, Жакия
14. Умурзакова, Амина Ергожаевна
15. Абдикаримов, Муздыбек
16. Сыдыков, Ерлан Батташевич
17. Орумбаев, Мукаш Орумбаевич

### Подрод Дадан
1. Аккыз
2. Алихан Чужебаевич Мусин
3. Байсеитова, Куляш Жасымовна
4. Манарбек Ержанов
5. Хайдар Арыстанбекович Арыстанбеков
6. Шашубай Кошкарбаев